# Pitai
Pitai is een bestuurslaag in het regentschap Kupang van de provincie Oost-Nusa Tenggara, Indonesië. Pitai telt 836 inwoners (volkstelling 2010).